# Libnotes clauda
Libnotes clauda är en tvåvingeart som först beskrevs av Alexander 1937.  Libnotes clauda ingår i släktet Libnotes och familjen småharkrankar. Inga underarter finns listade i Catalogue of Life.